# Dom ciotki Leonii

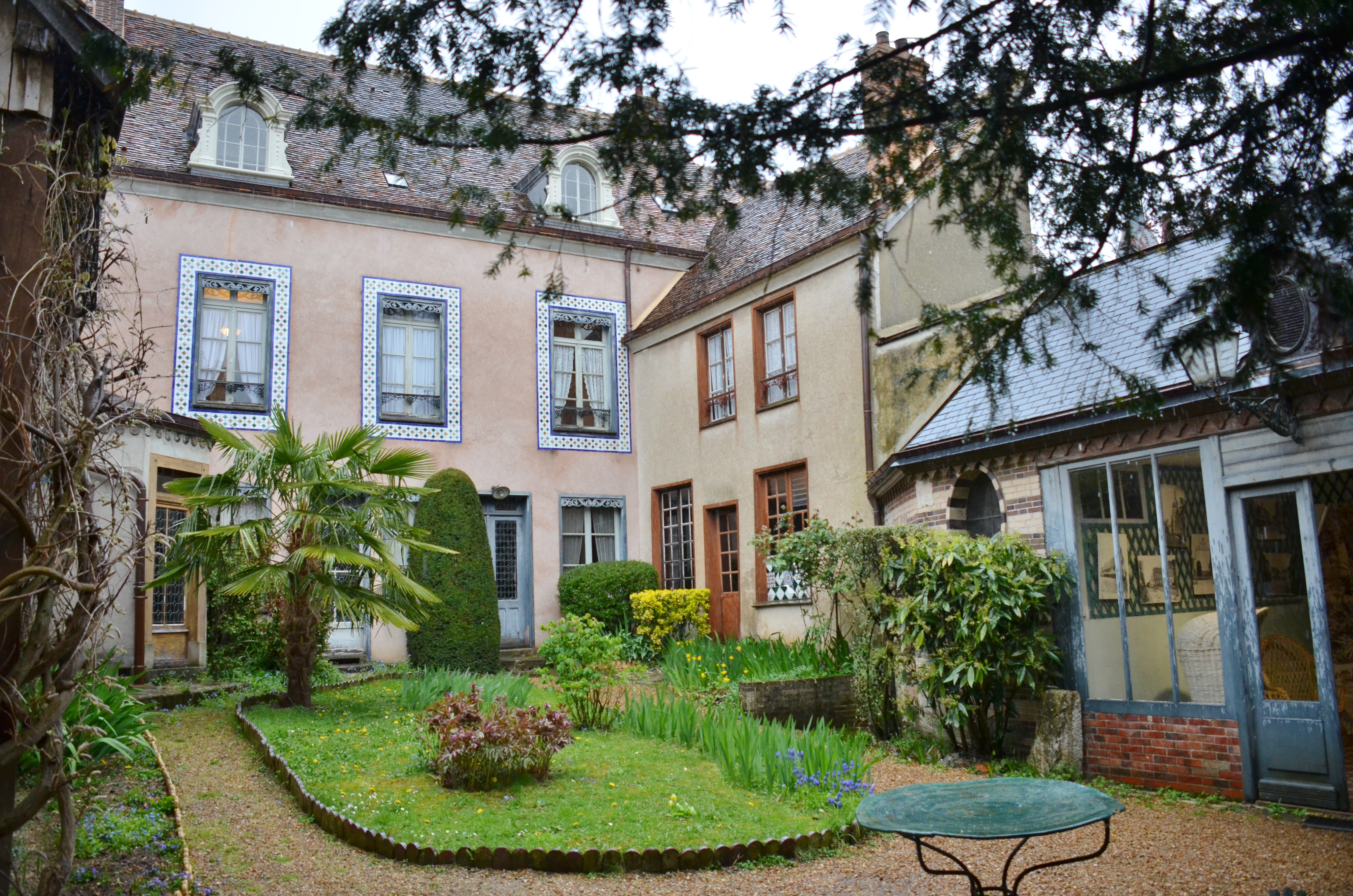
Dom ciotki Leonii (2019)

Dom ciotki Leonii (fr. la maison de tante Léonie)- muzeum poświęcone Marcelowi Proustowi w miejscowości Illiers-Combray w centralnej Francji. Muzeum zostało utworzone staraniem La Société des Amis de Marcel Proust et des Amis de Combray (SAMPAC) w domu należącym niegdyś do Jules'a Amiot, wujka przyszłego pisarza. Zgodnie z fabułą pierwszego tomu ("W stronę Swanna") dzieła Prousta "W poszukiwaniu straconego czasu" w domu tym mieszkała ciotka narratora, Leonia, hipochondryczka, która życie spędza w łóżku i interesuje się wszelkimi lokalnymi plotkami.